# Vaarttaluds
De Vaarttaluds met Oude spoorwegberm is een natuurgebied in de tot de West-Vlaamse gemeente Zwevegem behorende plaats Moen.

## Geschiedenis
In 1860 kwam het Kanaal Bossuit-Kortrijk gereed dat de Leie en de Schelde met elkaar verbond. Omdat het kanaal de waterscheiding moest passeren waren er aanvankelijk 15 sluizen nodig en bovendien werd een scheepvaarttunnel van 660 meter lengte aangelegd, het Souterrain genaamd. De spoorlijn van Kortrijk naar Oudenaarde liep over dit tracé. Deze was ingegraven in de flank van de Keiberg. In 1973 werd de tunnel weggegraven en het kanaal verbreed, waarbij het aantal sluizen teruggebracht werd naar 4.
Op de taluds van het kanaal en de spoorweg bleek zich een rijke plantengroei te ontwikkelen met vleeskleurige orchis, bijenorchis, rietorchis, parnassia, bitterling en fraai duizendguldenkruid. De bosjes langs de spoorlijn ontstond een ondergroei van wilde hyacint, adelaarsvaren, spekwortel en bosanemoon.